# Scutellerinae

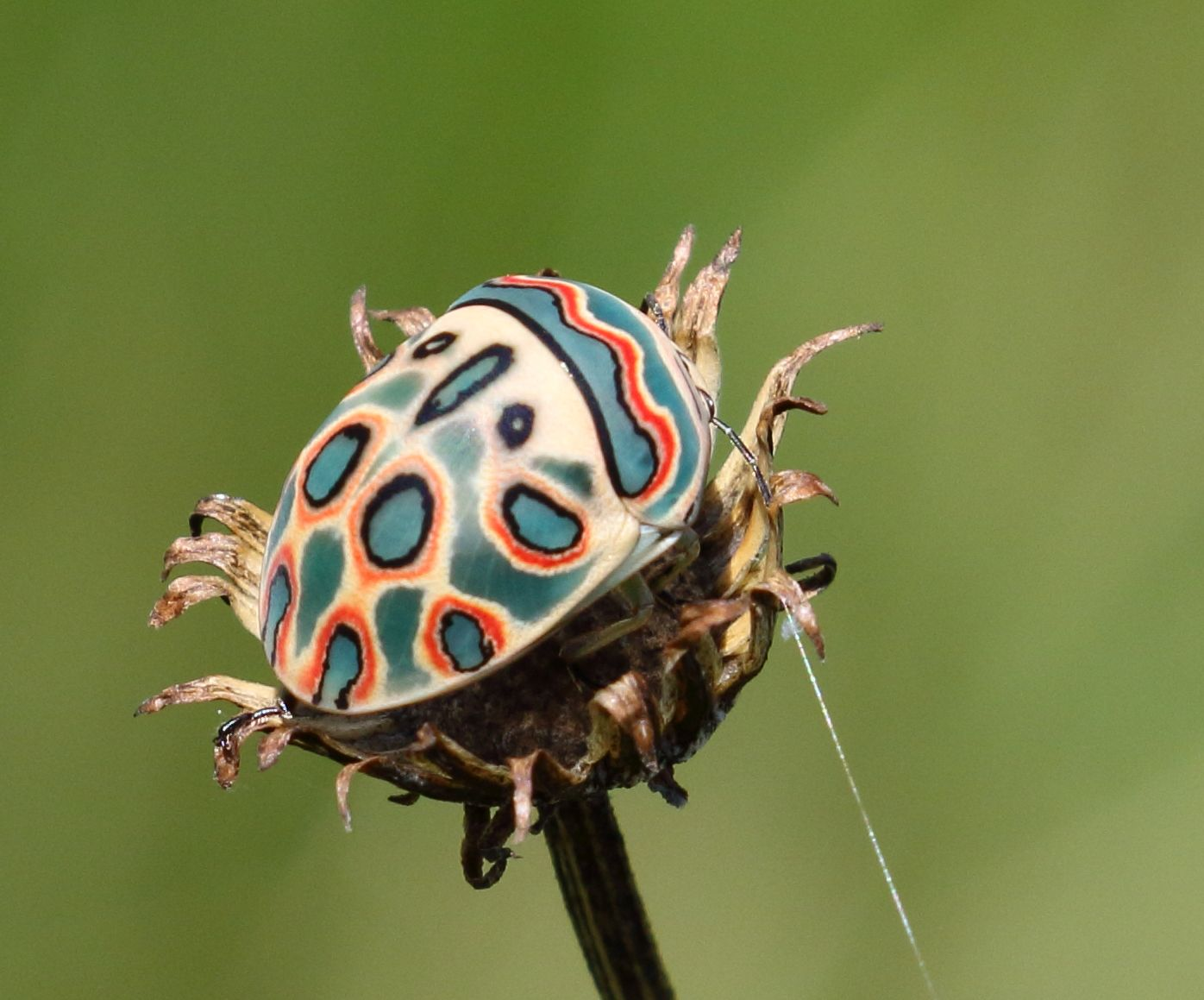
Sphaerocoris annulus

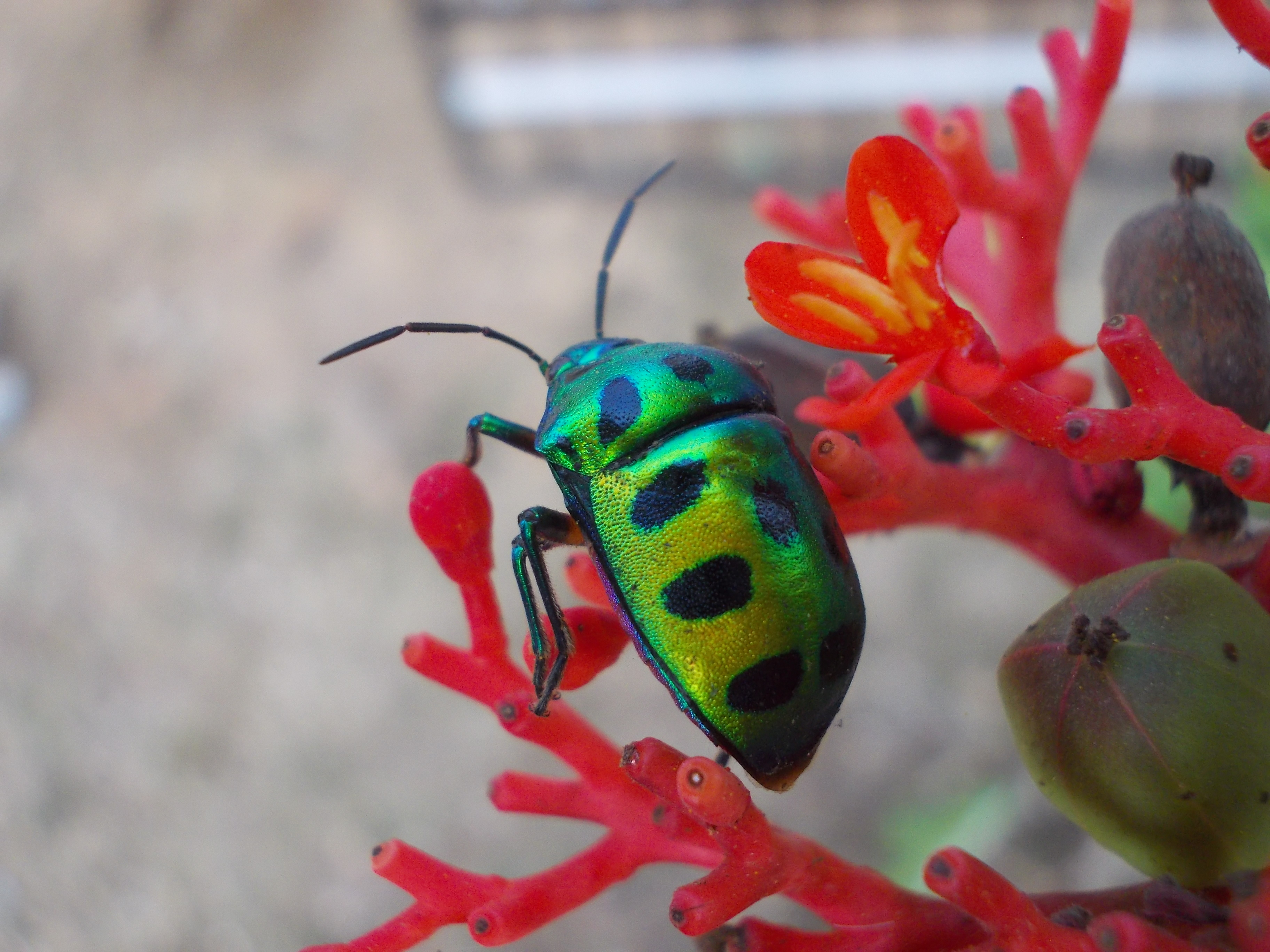
Chrysocoris stolli

Scutellerinae – podrodzina pluskwiaków różnoskrzydłych z nadrodziny tarczówek i rodziny żółwinkowatych. 
Pluskwiaki te mają czułki zbudowane z pięciu, a rzadko z trzech członów. Tylna para skrzydeł ma szczątkowo rozwiniętą żyłkę antewannalną i dwie żyłki interwannalne. Odwłok ma wcięte i ku przodowi odgięte boczne części tylnych krawędzi poszczególnych sternitów. Ubarwienie ciała w tej grupie często jest jaskrawe, kontrastujące i metalicznie połyskujące.
Podrodzina ta swym zasięgiem ograniczona jest głównie do półkuli wschodniej, gdzie występuje od Afryki i Bliskiego Wschodu po Oceanię. Na zachodniej półkuli występuje jedynie rodzaj Augocoris.
Takson ten wprowadzony został w 1815 roku przez Williama Elforda Leacha. Jego podział na plemiona i rodzaje przedstawia się następująco:
- plemię: Scutellerini Leach, 1815
  - Anoplogonius Stål, 1873
  - Augocoris Burmeister, 1835
  - Bathistaulax Bergroth, 1912
  - Brachyaulax Stål, 1871
  - Calidea Laporte de Castelnau, 1832
  - Calliphara Germar, 1839
  - Cantao Amyot & Audinet-Serville, 1843
  - Choerocoris Dallas, 1851
  - Chrysocoris Hahn, 1834
  - Cosmocoris Stål, 1865
  - Cryptacrus Mayr, 1864
  - Eucorysses Amyot & Audinet-Serville, 1843
  - Fitha Walker, 1867
  - Gonaulax Schouteden, 1903
  - Graptocoris Stål, 1865
  - Graptophara Stål, 1865
  - Heissiphara Cassis & Vanags, 2006
  - Lamprocoris Stål, 1864
  - Lampromicra Stål, 1873
  - Nissania Lehmann, 1922
  - Notacalliphara Lyal, 1979
  - Paracalliphara Lyal, 1979
  - Poecilocoris Dallas, 1848
  - Procilia Stål, 1865
  - Scutellera Lamarck, 1801
  - Scutiphora Guérin-Méneville, 1831
  - Tetrarthria Dallas, 1851
- plemię: Sphaerocorini Stål, 1873
  - Chiastosternum Karsch, 1895
  - Hyperoncus Stål, 1871
  - Sphaerocoris Burmeister, 1835
  - Steganocerus Mayr, 1864